# Flavius Honorius római császár

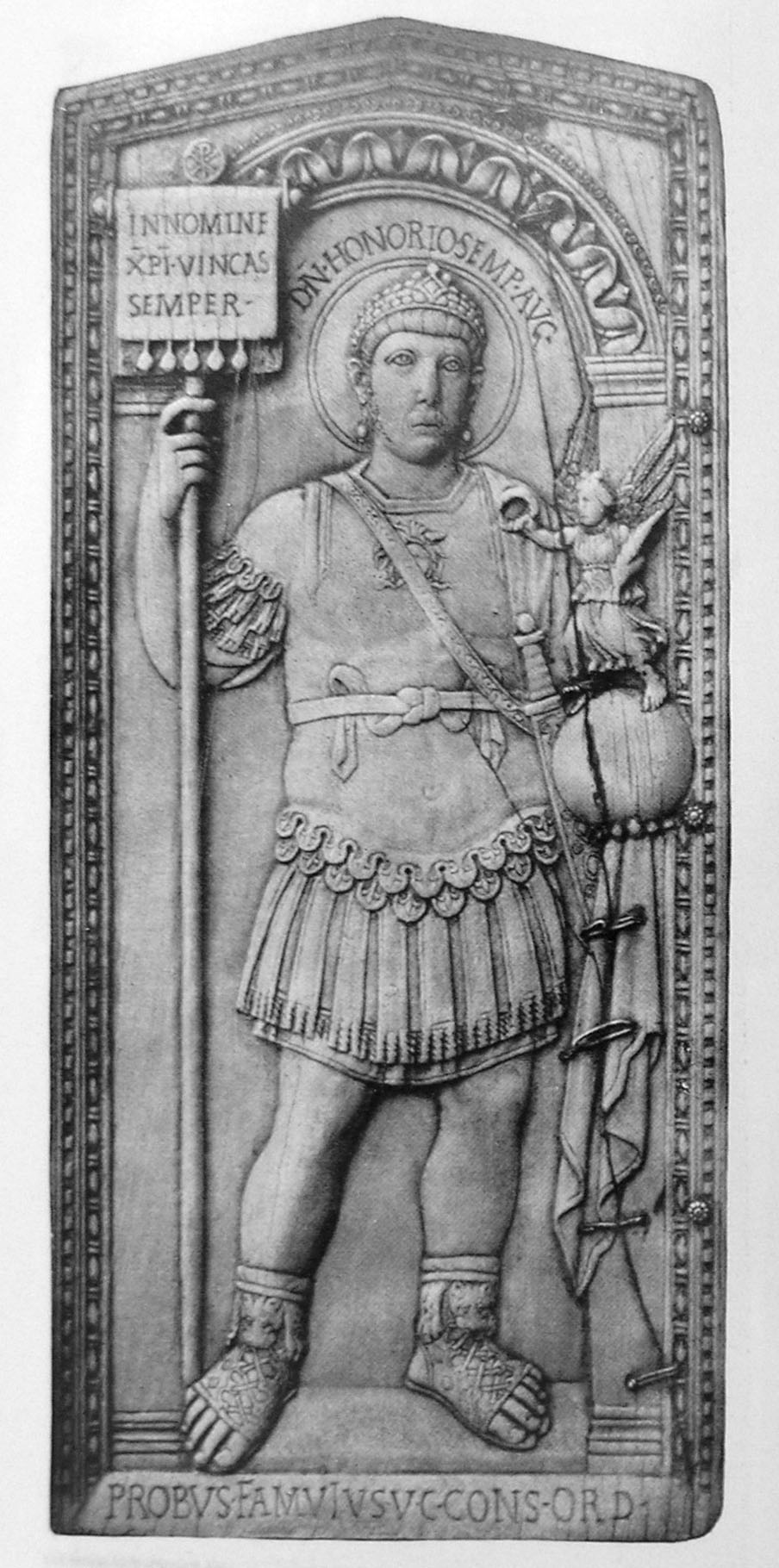
Probus Anicius, Honorius consulja. 406-ban készült Labarum ábrázolás, csúcsán a Krisztus-monogrammal

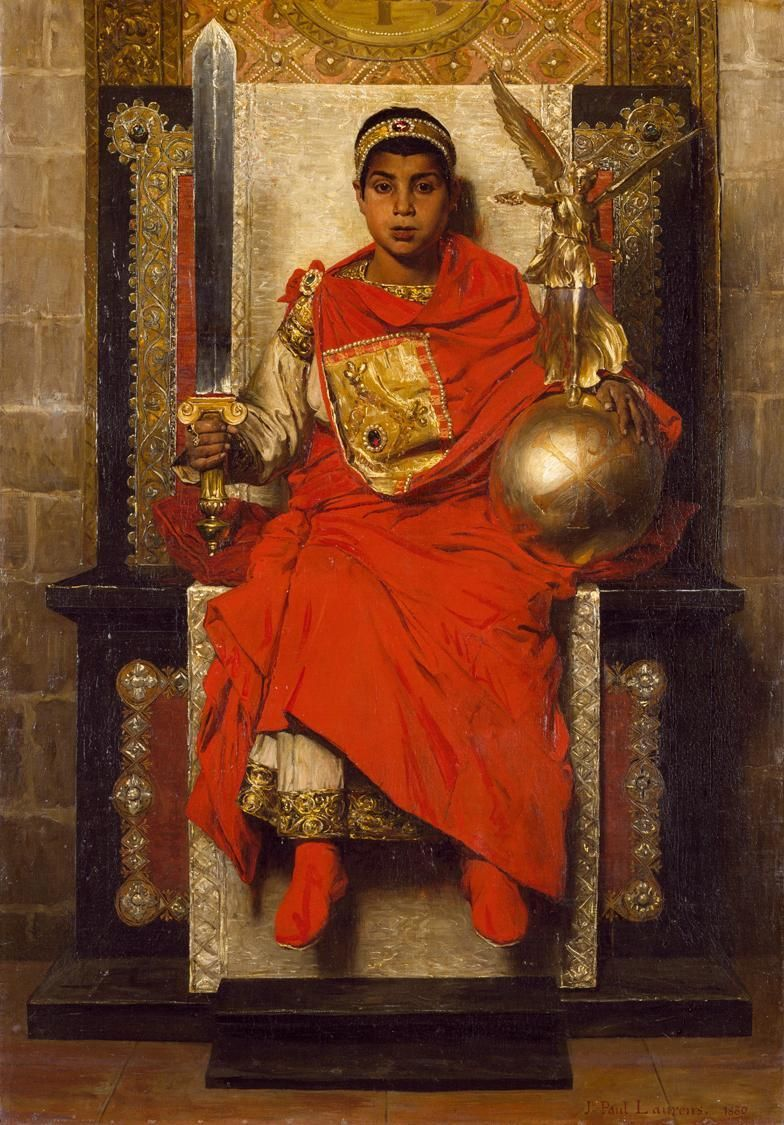
Honorius Jean-Paul Laurens festményén

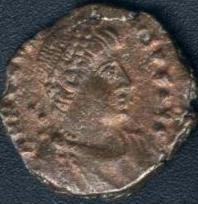
Honoriust ábrázoló pénzérme

Flavius Honorius, gyakran csak Honorius (Konstantinápoly, 384. szeptember 9. – Ravenna, 423. augusztus 15.) a kettéosztott Római Birodalom nyugati felének első császára volt 395-től haláláig. Több mint negyedszázados uralkodása az ókori Róma történetének legkatasztrofálisabb korszakai közé tartozott. Uralma alatt több mint hétszáz év után először idegen seregek foglalták el Rómát, Britannia lényegében elszakadt a birodalomtól, és megindult a katonailag és gazdaságilag összeroppant Nyugatrómai Birodalom fél évszázados agóniája.

## Származása, hatalomra kerülése
Honorius I. Theodosius kisebbik, másodszülött fia volt, 384. szeptember 9-én született. Theodosius, aki gyakorlatilag az utolsó császár volt, aki a birodalom mindkét felét magáénak tudhatta rövid időre, a birodalmat két fia, Arcadius és Honorius között osztotta fel, Arcadiusnak juttatva a keleti, Honoriusnak pedig a nyugati birodalomrészt. Honorius 11 éves korában, 395-ben lett a nyugati birodalom ura, Theodosius halála után. Ez az évszám a birodalom végleges kettéválásának időpontja is. Bátyja, Arcadius későbbi fia II. Theodosius bizánci császár lesz, akinek segítségével fog trónra jutni Galla Placidia fia, III. Valentinianus. Galla Placidia Honorius és Arcadius mostohahúga.

## Stilicho védőszárnyai alatt
Honorius hosszú uralma alatt mindvégig uralkodóhoz méltatlan önállótlanságról és határozatlanságról tett tanúbizonyságot. Uralkodása első 13 évében a hatalmat valójában a magister militum (hadseregfőparancsnok), a vandál származású Stilicho gyakorolta, akit még Theodosius nevezett ki fia védelmezőjének. Bár Stilicho tehetséges hadvezér volt, aki több mint egy évtizeden keresztül védelmezte a birodalmat, túlzott befolyása a két birodalomrész viszonyának megromlását okozta, ugyanis a keleti császári udvarban az Arcadiust irányító kegyencek (Rufinus és Eutropius miniszterek, Gainas gót hadvezér és Aelia Eudoxia császárné) rossz szemmel nézték a barbár származású, hatalmas vagyonnal rendelkező hadvezér törekvéseit, aki itt is érvényesíteni kívánta befolyását. Pozíciójának megerősítése érdekében Stilicho saját lányát, Mariát adta az ifjú császárhoz feleségül.

## Gótok és más germánok
Valens 378-as katasztrofális csatavesztése óta a gótok folyamatos veszélyforrást jelentettek a birodalom békéjére. Bár Theodosiusnak sikerült római szolgálatba állítani a barbár népet, halála után csakhamar újra kiújultak az ellenségeskedések. 395-ben a gótok Alarikot választották királyuknak, aki 396-ban végigrabolta a görög provinciákat. Stilicho győzelmet aratott Alarik felett, ám a konstantinápolyi udvar féltékenysége megakadályozta a végső győzelem elérésében. Arcadius tanácsosai ehelyett kibékültek a gót királlyal, és 397-ben Kelet-Illyricum kormányzójává tették.
Alarik ezután – nagy valószínűséggel a hatékony konstantinápolyi győzködés hatására – a Nyugatrómai Birodalmat választotta célpontjául. A következő évek során többször betört Itáliába, és 402-es támadása akkora veszélyt jelentett, hogy Honorius Milánóból a jobban védhető Ravennába helyezte át a császári udvart. Stilichónak végül sikerült összevonnia a nyugati birodalom haderejét, és Pollentiánál 403 tavaszán győzelmet aratott, ám Alariknak sikerült elmenekülnie. Bár a római győzelem nem volt teljesnek mondható, 404-ben Honorius diadalmenetet tartott Rómában. Erre az időre tehető a gladiátorviadalok végső betiltása is. 
A birodalom nyugati fele hamarosan újabb veszélyekkel volt kénytelen szembenézni. 406-ban Stilicho a germán törzsek betörését hiúsította meg Itáliában, ám ennek érdekében kénytelen volt a birodalom rajnai védvonaláról kivonni a csapatokat. A germán törzsek az év utolsó napján átlépték a befagyott Rajnát és mindenféle ellenállás nélkül kezdték el Gallia feldúlását.

## Lázadás Britanniában
A központi hatalom tehetetlensége és a galliai események 407-ben a brit légiók lázadását váltották ki. A sereg két rövid életű trónbitorló után III. Constantinust tette meg császárnak, aki a csatornán átkelve a nyugati provinciák feletti hatalmat is megkísérelte megszerezni. Constantinus 408-ban Hispania ellen vonult, legyőzve Honorius négy unokatestvérét és sikeresen visszaverte a Honorius által ellene küldött Sarus támadását is.

## Stilicho bukása, Róma eleste
Constantinus sikereivel egyidőben a császári udvarban sikeres összeesküvés bontakozott ki Stilicho megbuktatására, és 408 augusztusában kivégezték a kegyvesztetté vált hadvezért. A magister militum halála még tovább gyengítette a római erőket. A lefejezett hadsereg élére Honorius új kegyenceinek választottjai kerültek, és ráadásképpen a seregben Stilicho által alkalmazott barbár segédcsapatokat Itália-szerte lemészárolták. A túlélők Alarik segítségét kérték, aki nem habozott kihasználni a lehetőséget. Az Itália ellen vonuló gót seregek ellenállás nélkül érték el Rómát 408-ban, miközben Honorius megmaradt csapatait Ravenna védelmére vonta össze. A hajdani főváros ostroma két évig tartott, de Honorius nem tett érdemi próbálkozást felmentésére. Alarik ezalatt kinevezte Priscus Attalus szenátort római császárrá, de a béketárgyalások érdekében pár hónapon belül el is távolította őt az amúgy is formális hatalomból. Miután ennek ellenére is eredménytelenül várta az általa követelt váltságdíjat, Alarik 410-ben egy árulónak köszönhetően elfoglalta és kifosztotta a várost, amelybe idegen megszálló a gallok több mint 700 évvel korábbi dúlása (Kr. e. 387-386) óta nem tette a lábát. Alarik nem sokkal Róma feldúlása után meghalt, és utódja békét kötött a császári udvarral.

## Stilicho után
A gallai trónbitorlót, Constaninust a meggyengült Honorius 409-ben társuralkodóvá fogadta, és consuli címmel ruházta fel, ám tábornoka, Gerontius lázadása következtében Constaninus elvesztette Hispániát. A meggyengült bitorlóval Honorius hadvezére, a későbbi III. Constantius végzett. A nyugati provinciákban azonban a továbbiakban sem rendeződött a helyzet. A következő évek során több önjelölt augustus is felbukkant Galliában; leverésükben nagy szerep jutott Constantiusnak, akire Honorious egyre inkább támaszkodott. Britannia római elhagyása lényegében erre az időszakra datálható: miután a bitorló III. Constaninus kivonult a szigetről, a romanizált helyiek katonai védelem nélkül maradtak, és segélykérésüket Honorius 410-ben elutasította.
A trónbitorló Priscus Attalos második uralkodása sem tartott sokáig. Az új vizigót vezér, Athaulf 414-ben Burdigalában (ma Bordeaux) ismét császárrá kiáltatta őt ki; ekkor többek között a pellai Paulinus szolgált neki, aki később arról panaszkodott, hogy Athaulf harcosai rosszul bántak Attalosszal és híveivel. 416 elején Wallia, Athaul utódja megegyezett a ravennai császári udvarral. Attaloszt kiadták, és arra kényszerítették, hogy még ugyanabban az évben (416) részt vegyen Honorius római diadalmenetén. Ez volt az utolsó római diadalmenet, amelyet Itáliában ünnepeltek. Attalosz két ujját levágták, de életét megkímélték, és a Lipari-szigeteken, száműzetésben tölthette napjait.
Honorius nővérét, Galla Placidiát újabb jobbkezéhez, Constantiushoz adta és a hadvezért 421 elején augustusszá tette. Az újdonsült uralkodó, akit a keleti birodalom nem ismert el, még abban az évben meghalt, ám gyermeke, III. Valentinianus később nyugatrómai császár lett. Honorius maga végül 423-ban halt meg betegségben. Az uralkodása alatt elszenvedett veszteségekből a Nyugatrómai Birodalom képtelen volt felépülni létezésének hátralevő fél évszázada alatt.

## Külső hivatkozások
- http://www.roman-emperors.org/honorius.htm
- J. B. Bury: History of the Later Roman Empire

| Elődei: Flavius Arcadius és Flavius Bauto | Consul 386 collega: Flavius Euodius | Utódai: II. Valentinianus és Eutropius |

| Elődei: I. Theodosius és Eugenius (nyugat) és I. Theodosius és Flavius Abundantius (kelet) | Consul 394 collega: Arcadius | Utódai: Anicius Probinus és Nicomachus Flavianus |

| Elődei: Anicius Probinus és Nicomachus Flavianus | Consul 396 collega: Arcadius | Utódai: Flavius Caesarius és Nonius Atticus |

| Elődei: Flavius Caesarius és Nonius Atticus | Consul 398 collega: Flavius Eutychianus | Utódai: Eutropius és Mallius Theodorus |

| Elődei: Flavius Vincentius és Flavius Fravitta | Consul 402 collega: Arcadius | Utódai: II. Theodosius és Flavius Rumoridus |

| Elődei: II. Theodosius és Flavius Rumoridus | Consul 404 collega: Aristaenetus | Utódai: Flavius Stilicho és Flavius Anthemius |

| Elődei: Arcadius és Petronius Probus | Consul 407 collega: II. Theodosius | Utódai: Auchenius Bassus és Flavius Philippus |

| Elődei: Auchenius Bassus és Flavius Philippus | Consul 409 collega: II. Theodosius | Utódai: III. Constantius és II. Theodosius |

| Elődei: III. Constantius és II. Theodosius | Consul 410 collega: II. Theodosius | Utódai: Varanes és Tertullus |

| Elődei: II. Theodosius és – | Consul 412 collega: II. Theodosius | Utódai: Heraclianus és Flavius Lucius |

| Elődei: III. Constantius és Flavius Constans | Consul 415 collega: II. Theodosius | Utódai: II. Theodosius és Quartus Palladius |

| Elődei: II. Theodosius és Quartus Palladius | Consul 417 collega: III. Constantius | Utódai: Honorius és II. Theodosius |

| Elődei: III. Constantius és Honorius | Consul 418 collega: II. Theodosius | Utódai: Flavius Monaxius és Flavius Plinta |

| Elődei: Iulius Agricola és Flavius Eustathius | Consul 422 collega: II. Theodosius | Utódai: Flavius Avitus Marinianus és Flavius Asclepiodotus |

| Előző uralkodó: I. Theodosius | Római császár 395 – 423 421-ben III. Constantiussal | Következő uralkodó: Ioannes |